# HbbTV
HbbTV (Hybrid Broadcast Broadband TV) e една от най-известните технологии, които позволяват излъчването на интерактивна телевизия. На практика е микс между IPTV и телетекста.
Това е нов интерактивен метод, който дава допълнителна информация за телевизионните канали и това, което се излъчва чрез интернет. Първата демонстрация на HbbTV е направена във Франция през 2009 г. Към момента Hybrid Broadcast Broadband TV функционира само в някои европейски държави.
HbbTV е създаден чрез сливане на два проекта: френският H4TV и немският HTML profil. През 2009 е започната разработка за стандарта и формата на HbbTV, който година по-късно бива приет от Европейския институт по стандартизация в областта на телекомуникациите. Новата версия на HbbTV се появи през март 2012 г.
Едни от не малкото функции на Hybrid Broadcast
Broadband TV са:
- конферентна връзка в броудкастера, за да участва пряко в предаване;
- пряк контакт с рекламодателя;
- може да пренареди програмите чрез Set-Top-Box-a;
- дава избор за позицията, от която да се излъчва предаването;
- може да тегли програма;
- зрителят може да достигне до информация в уеб страницата на броудкастера и да сърфира в Интернет;
- следи пийпълметрията – кой, къде, кога и какво гледа;
- докато зрителят слуша музика, може да си купи билет за концерт на изпълнителя;
- докато зрителят гледа новини, може да потърси данни за определена личност или да се запознае по-подробно с материали свързани с конкретна новина.